# Karl Allmendinger
Karl Allmendinger (3 de Março de 1891 - 2 de Outubro de 1965) foi um oficial alemão que serviu na Heer durante a Segunda Guerra Mundial. Foi condecorado com a Cruz de Cavaleiro da Cruz de Ferro.